# Liste von Versionenfilmen
Die Liste von Versionenfilmen enthält Versionenfilme, deren fremdsprachige Fassungen als ganzer Film oder zumindest deren Dialogszenen in der jeweiligen Zielsprache neu gedreht wurden. Diese Methode der Filmübersetzung war zu Beginn der Tonfilmära verbreitet, wobei die US-Filmkonzerne vorrangig zwischen 1929 und 1931 Mehrsprachenversionen herstellten, hingegen in Europa der Höhepunkt dieser Exportstrategie von 1931 bis 1933 erreicht wurde. Danach setzte sich in den großen Sprachräumen die Filmsynchronisation als kostengünstigere Variante durch.
Der erste Versionenfilm wurde vom schottischen Produzenten John Maxwell in den Elstree-Studios von British International Pictures nordwestlich von London in Auftrag gegeben, wo der deutsche Regisseur Ewald André Dupont im Sommer 1929 nicht nur Atlantic in englischer Sprache, sondern zeitgleich eine deutsche Sprachversion Atlantik drehte, den ersten deutschen Tonfilm. Einige Monate später stellte man dort in gleicher Kulisse mit kleinen Veränderungen der Handlung auch eine französische Fassung her. Als Film mit den meisten Sprachversionen wird der Revuefilm Paramount on Parade (1930) bezeichnet. In dieser Varieté-Show mit den damaligen beliebten Stars von Paramount und vielen Gaststars in den verschiedenen Fassungen führte jeweils ein Muttersprachler als Zeremonienmeister durch die Handlung. Die Filmhistorikerin Nataša Durovicová nennt bis zu 13 Sprachversionen, wobei die englische Primärfassung als auch die spanische und japanische Version in Hollywood angefertigt wurde und der Filmwissenschaftler Dr. Chris Wahl berichtet, dass Paramount in Joinville eine deutsche, französische, italienische, niederländische, rumänische und tschechische Version herstellen ließ.
Viele der Mehrsprachenversionen (MLV) zählen zu den verschollenen Filmen, darunter besonders viele Sprachversionen von Les Films Paramounts, die in den Joinville-Studios gedreht worden sind.

## Amerikanische Filmstudios
| Jahr           | Filmtitel | Sprache                                                                        | Regisseur                                                                                                 | Hauptdarsteller | Genre        | Firma                         | Land  |
| -------------- | --- | ------------------------------------------------------------------------------ | --- | --- | ------------ | ----------------------------- | ----- |
| 1929 1931 1932 | Halfway to Heaven À mi-chemin du ciel Sombras del circo Der Sprung ins Nichts Halvvägs till himlen | engl. frz. span. dt. swed.                                                     | George Abbott Alberto Cavalcanti Adelqui Migliar Leo Mittler Rune Carlsten, Stellan Windrow               | Jean Arthur, Charles Rogers Janine Merrey, Enrique Rivero Amelia Muñoz, Tony D’Algy Cilly Feindt, Aribert Mog Elisabeth Frisk, Haakon Hjelde |              | Paramount Joinville Joinville | USA F |
| 1929 1930 1931 | The Letter La Lettre Weib im Dschungel La carta La donna bianca | engl. frz. dt. span. ital.                                                     | Jean de Limur Louis Mercanton Dimitri Buchowetzki Adelqui Migliar Jack Salvatori                          | Jeanne Eagels, Reginald Owen Marcelle Romée, Gabriel Gabrio Charlotte Ander, Ernst Stahl-Nachbaur Carmen Larrabeiti, Cecilio Rodríguez de la Vega Matilde Casagrande, Carlo Lombardi                                                                                | Drama        | Paramount Astoria Joinville   | USA F |
| 1930           | Paramount on Parade Galas de la Paramount Paramount on Parade Paramount en parade Parada Paramount Paramount auf Parade Paramount on Parade Parada Paramountu Paramount on Parade Paramount sulla parata | engl. span. japan. frz. rumän. dt. holl. poln. swed. tschech. ung. serb. ital. | Dorothy Arzner, Otto Brower Dorothy Arzner, Otto Brower Charles de Rochefort ? Job Weening ? Ernst Rolf ? | Maurice Chevalier, Jean Arthur, Clara Bow Ramón Pereda, Barry Norton, Rosita Moreno Suisei Matsui, ? Maurice Chevalier, Nino Martini Ion Iancovescu, Pola Illéry Dina Gralla, Eugen Rex Theo Frenkel Jr., Mien Duymaer van Twist Mira Zimińska, Mariusz Maszynski ? | Revuefilm    | Paramount Joinville           | USA F |
| 1930           | Call of the Flesh Le chanteur de Séville Sevilla de mis amores | engl. frz. span.                                                               | Charles Brabin                                                                                            | Ramón Novarro, Dorothy Jordan Ramon Novarro, Suzy Vernon Ramon Novarro, Conchita Montenegro | Musikfilm    | MGM                           | USA   |
| 1930           | The Big House El Presidio Menschen hinter Gittern Révolte dans la prison | engl. span. dt. frz.                                                           | George W. Hill Edgar Neville, Ward Wing Pál Fejős, George W. Hill Pál Fejős, George W. Hill               | Chester Morris, Wallace Beery, Leila Hyams José Crespo, Juan de Landa, Luana Alcañiz Gustav Diessl, Heinrich George, Dita Parlo Charles Boyer, André Berley, Mona Goya                                                                                              | Kriminalfilm | MGM                           | USA   |
| 1930 1931      | Anna Christie | engl. dt.                                                                      | Clarence Brown Jacques Feyder                                                                             | Greta Garbo Greta Garbo, Theo Shall |              | MGM                           | USA   |
| 1930 1931      | Manslaughter La incorregible Le réquisitoire Leichtsinnige Jugend Lika inför lagen | engl. span. frz. dt. swed.                                                     | George Abbott Leo Mittler Dimitri Buchowetzki Leo Mittler Gustaf Bergman                                  | Claudette Colbert, Fredric March Enriqueta Serrano, Tony D’Algy Marcelle Chantal, Fernand Fabre Camilla Horn, Walter Rilla Lillebil Ibsen, Karin Swanström |              | Paramount Joinville           | USA F |
| 1930 1931      | Honey Chérie Jede Frau hat etwas Dulce como la miel Kärlek måste vi ha | engl. frz. dt. span. swed.                                                     | Wesley Ruggles Louis Mercanton Leo Mittler Jorge Infante Gustaf Bergman                                   | Nancy Carroll, Stanley Smith Mona Goya, Fernand Gravey Trude Berliner, Willy Clever Amparo Miguel Angel, José Goula Margit Rosengren, Georg Funkquist |              | Paramount Joinville           | USA F |
| 1930 1931      | The Devil’s Holiday Les vacances du diable Sonntag des Lebens La fiesta del diablo La vacanza del diavolo En kvinnas morgondag                                                                           | engl. frz. dt. span. ital. swed.                                               | Edmund Goulding Alberto Cavalcanti Leo Mittler Adelqui Migliar Jack Salvatori Gustaf Bergman              | Nancy Carroll, Phillips Holmes Marcelle Chantal, Thomy Bourdelle Camilla Horn, Willy Clever Carmen Larrabeiti, Tony D’Algy Carmen Boni, Camillo Pilotto Vera Schmiterlöw, Paul Seelig                                                                               | Drama        | Paramount Joinville Joinville | USA F |
| 1930           | The Cat Creeps La voluntad del muerto | engl. span.                                                                    | Rupert Julian, John Willard George Melford, Enrique Tovar Ávalos                                          | Helen Twelvetrees, Raymond Hackett Lupita Tovar, Antonio Moreno | Kriminalfilm | Universal Studios             | USA   |
| 1930           | The Bad Man El hombre malo López, le bandit | engl. span. frz.                                                               | Clarence G. Badger Roberto E. Guzmán, William C. McGann John Daumery                                      | Walter Huston, Dorothy Revier Antonio Moreno, Rosita Ballesteros Geymond Vital, Jeanne Helbling | Western      | First National Pictures       | USA   |
| 1931           | Dracula Drácula | engl. span.                                                                    | Tod Browning George Melford                                                                               | Bela Lugosi Carlos Villarías | Horrorfilm   | Universal Studios             | USA   |
| 1932           | The Crowd Roars La foule hurle | engl. frz.                                                                     | Howard Hawks Jean Daumery                                                                                 | James Cagney Jean Gabin |              | Warner Bros.                  | USA   |
| 1934           | The Merry Widow La Veuve joyeuse | engl. frz.                                                                     | Ernst Lubitsch                                                                                            | Maurice Chevalier, Jeanette MacDonald Maurice Chavalier, Jeanette MacDonald | Filmoperette | MGM                           | USA   |
| 1953           | The Moon Is Blue Die Jungfrau auf dem Dach | engl. dt.                                                                      | Otto Preminger                                                                                            | William Holden, David Niven Hardy Krüger, Johannes Heesters | Komödie      | Otto Preminger Films          | USA   |
| 1954           | Carnival Story Rummelplatz der Liebe | engl. dt.                                                                      | Kurt Neumann                                                                                              | Anne Baxter, Steve Cochran Eva Bartok, Curd Jürgens | Drama        | King Brothers Westra-Film     | USA D |

## Europäische Filmstudios
| Jahr      | Filmtitel                                                                  | Sprache              | Regisseur                                                          | Hauptdarsteller | Genre                    | Firma                                          | Land             |
| --------- | -------------------------------------------------------------------------- | -------------------- | ------------------------------------------------------------------ | --- | ------------------------ | ---------------------------------------------- | ---------------- |
| 1929 1930 | Atlantic Atlantik Atlantis                                                 | engl. dt. frz.       | Ewald André Dupont Ewald André Dupont, Jean Kemm                   | Franklin Dyall, Madeleine Carroll Fritz Kortner, Lucie Mannheim Maxime Desjardins, Alice Field                                       | Katastrophenfilm         | BIP                                            | GB GB, F         |
| 1929/30   | The Flame of Love Hai-Tang. Der Weg zur Schande Haï-Tang                   | engl. dt. frz.       | Richard Eichberg, Walter Summers Richard Eichberg, Jean Kemm       | Anna May Wong, John Longden Anna May Wong, Franz Lederer Anna May Wong, Robert Ancelin                                               | Historiendrama           | BIP                                            | GB               |
| 1929      | Melodie des Herzens Melody of the Heart Mélodie du coeur Vasárnap délután  | dt. engl. frz. ung.  | Hanns Schwarz                                                      | Dita Parlo, Willy Fritsch | Musikdrama               | UFA                                            | D                |
| 1929/30   | Die letzte Kompagnie The Last Company                                      | dt. engl.            | Kurt Bernhardt                                                     | Conrad Veidt, Karin Evans Conrad Veidt                                                                                               |                          | UFA                                            | D                |
| 1930      | Two Worlds Zwei Welten Les deux mondes                                     | engl. dt. frz.       | Ewald André Dupont                                                 | Norah Baring, John Longden Helene Sieburg, Peter Voss Marie Glory, Henri Garat                                                       | Kriegsdrama              | BIP Les Films Marcel Vandal et Charles Delac   | GB               |
| 1930      | Night Birds Der Greifer                                                    | engl. dt.            | Richard Eichberg                                                   | Jack Raine, Muriel Angelus Hans Albers, Charlotte Susa                                                                               | Kriminalfilm             | BIP                                            | GB               |
| 1930 1931 | Dreyfus                                                                    | dt. engl.            | Richard Oswald F.W. Kraemer, Milton Rosmer                         | Fritz Kortner, Grete Mosheim Cedric Hardwicke, Beatrix Thompson                                                                      | Drama                    | Richard Oswald Produktion BIP                  | D GB             |
| 1930      | Cape Forlorn Menschen im Käfig Le cap perdu                                | engl. dt. frz.       | Ewald André Dupont                                                 | Fay Compton, Ian Hunter Tala Birell, Conrad Veidt Marcelle Romée, Henri Bosc                                                         | Drama                    | BIP                                            | GB               |
| 1930 1931 | Die singende Stadt City of Song                                            | dt. engl.            | Carmine Gallone                                                    | Brigitte Helm, Jan Kiepura Betty Stockfeld, Jan Kiepura                                                                              |                          | Allianz-Tonfilm                                | D                |
| 1930      | Liebeswalzer The Love Waltz                                                | dt. eng.             | Wilhelm Thiele                                                     | Lilian Harvey, Georg Alexander, Willy Fritsch Lilian Harvey, Georg Alexander, John Batten                                            | Filmoperette             | UFA                                            | D                |
| 1930      | Hokuspokus The Temporary Widow                                             | dt. eng.             | Gustav Ucicky                                                      | Lilian Harvey, Willy Fritsch Lilian Harvey, Laurence Olivier                                                                         |                          | UFA                                            | D                |
| 1930      | Der blaue Engel The Blue Angel                                             | dt. engl.            | Josef von Sternberg                                                | Marlene Dietrich, Emil Jannings Marlene Dietrich, Emil Jannings                                                                      |                          | UFA                                            | D                |
| 1930      | Murder! Mary                                                               | engl. dt.            | Alfred Hitchcock                                                   | Norah Baring, Herbert Marshall Olga Tschechowa, Alfred Abel                                                                          | Kriminalfilm             | BIP                                            | GB               |
| 1930      | Die Drei von der Tankstelle Le Chemin du paradis                           | dt. frz.             | Wilhelm Thiele Wilhelm Thiele, Max de Vaucorbeil                   | Lilian Harvey, Willy Fritsch, Heinz Rühmann Lillian Harvey, Henri Garat                                                              | Komödie                  | UFA                                            | D                |
| 1930      | Einbrecher Flagrant délit                                                  | dt. frz.             | Hanns Schwarz Hanns Schwarz, Georges Tréville                      | Lilian Harvey, Willy Fritsch Blanche Montel, Henri Garat                                                                             |                          | UFA                                            | D                |
| 1930      | Der König von Paris Le roi de Paris                                        | dt. frz.             | Leo Mittler                                                        | Iván Petrovich, Hanna Ralph Iván Petrovich, Marie Glory                                                                              |                          | Greenbaum Film                                 | D                |
| 1930 1931 | Die Privatsekretärin Dactylo Sunshine Susie (Remake) La segretaria privata | dt. frz. engl. ital. | Wilhelm Thiele Victor Saville Goffredo Alessandrini                | Renate Müller, Hermann Thimig Marie Glory, Paul Derval Renate Müller, Jack Hulbert Elsa Merlini, Nino Besozzi                        | Musikfilm                | Greenbaum Film BIP Società Italiana            | D GB I           |
| 1930      | För hennes skull Mach' mir die Welt zum Paradies                           | swed. dt.            | Paul Merzbach                                                      | Gösta Ekman, Inga Tidblad Gösta Ekman, Anita Dorris                                                                                  |                          | Film AB Minerva Svensk Filmindustri            | S                |
| 1930/31   | Let's Love and Laugh Die Bräutigamswitwe                                   | engl. dt.            | Richard Eichberg                                                   | Gene Gerrard, Muriel Angelus Fritz Kampers, Mártha Eggerth                                                                           | Musikkomödie             | BIP                                            | GB               |
| 1931      | Der Liebesexpreß Nuits de Venise                                           | dt. frz.             | Robert Wiene Alexander Engel                                       | Georg Alexander, Dina Gralla Lucien Callamand, E. Danelli                                                                            |                          | Greenbaum Film                                 | D                |
| 1931      | Salto Mortale Salto mortale                                                | dt. frz.             | Ewald André Dupont                                                 | Reinhold Bernt, Anna Sten Daniel Mendaille, Gina Manès                                                                               |                          | Harmonie-Film GmbH                             | D                |
| 1931 1932 | Berge in Flammen Les monts en flammes Doomed Battalion                     | dt. frz. engl.       | Karl Hartl, Luis Trenker Joë Hamman, Luis Trenker Cyril Gardner    | Luis Trenker, Lissy Arna Luis Trenker, Marie-Antoinette Buzet Luis Trenker, Tala Birell                                              | Bergfilm                 | Les Films Marcel Vandal et Charles Delac       | D, F D, F D, USA |
| 1931 1932 | Les cinq gentlemen maudits Die fünf verfluchten Gentlemen                  | frz. dt.             | Julien Duvivier                                                    | Harry Baur, Rosine Deréan Anton Walbrook, Camilla Horn                                                                               | Drama                    | Les Films Marcel Vandal et Charles Delac       | D, F D, F        |
| 1931      | Der Kongress tanzt (1931) Le congrès s'amuse Congress Dances               | dt. frz. engl.       | Erik Charell Jean Boyer, Eric Charell Erik Charell                 | Lilian Harvey, Willy Fritsch, Conrad Veidt Lilian Harvey, Henri Garat Lilian Harvey, Henri Garat, Conrad Veidt                       |                          | UFA                                            | D                |
| 1931      | Le Bal – Der Tanzpalast Der Ball                                           | frz. dt.             | Wilhelm Thiele                                                     | Germaine Dermoz, André Lefaur Lucie Mannheim, Reinhold Schünzel                                                                      | Komödie                  | Les Films Marcel Vandal et Charles Delac       | F                |
| 1931 1932 | Bomben auf Monte Carlo Monte Carlo Madness Le capitaine Craddock           | dt. engl. frz.       | Hanns Schwarz Hanns Schwarz, Max de Vaucorbeil                     | Hans Albers, Anna Sten, Heinz Rühmann Hans Albers, Sari Maritza Jean Murat, Käthe von Nagy                                           |                          | UFA                                            | D                |
| 1931      | Voruntersuchung Autour d'une enquête                                       | dt. frz.             | Robert Siodmak Henri Chomette, Robert Siodmak                      | Hans Brausewetter, Charlotte Ander Jacques Maury, Annabella                                                                          |                          | UFA                                            | D                |
| 1931 1932 | Black Coffee Le coffret de laque                                           | engl. frz.           | Leslie S. Hiscott Jean Kemm                                        | Elizabeth Allan, Austin Trevor Danielle Darrieux, René Alexandre                                                                     | Kriminalfilm             | Établissements Jacques Haïk                    | GB F             |
| 1931      | Dantes Mysterier                                                           | swed. engl.          | Paul Merzbach                                                      | Zarah Leander, Eric Abrahamson |                          | Svensk Filmindustri                            | S                |
| 1931      | Meine Cousine aus Warschau Ma cousine de Varsovie                          | dt. frz.             | Carl Boese Carmine Gallone                                         | Liane Haid, S.Z. Szakall Elvire Popesco, Gustave Gallet                                                                              | Musikfilm                | Allianz Tonfilm                                | D                |
| 1931      | Marius                                                                     | frz. swed. dt.       | Alexander Korda, Marcel Pagnol                                     | Raimu, Pierre Fresnay |                          | Paramount Joinville                            | F                |
| 1931      | Falska millionären Mon coeur et ses millions                               | swed. frz.           | Paul Merzbach André Berthomieu                                     | Zarah Leander, Fridolf Rhudin Suzy Prim, Jules Berry                                                                                 |                          | Minerva Prod. Établissements Jacques Haïk      | S                |
| 1931      | Ihre Hoheit befiehlt Princesse, à vos ordres                               | dt. frz.             | Hanns Schwarz Hanns Schwarz, Max de Vaucorbeil                     | Käthe von Nagy, Willy Fritsch Lilian Harvey, Henri Garat                                                                             |                          | UFA                                            | D                |
| 1931      | Nie wieder Liebe! Calais-Douvres                                           | dt. frz.             | Anatole Litvak Jean Boyer, Anatole Litvak                          | Lilian Harvey, Harry Liedtke Lilian Harvey, André Roanne                                                                             |                          | UFA                                            | D                |
| 1931      | Die Dreigroschenoper L'Opéra de quat'sous                                  | dt. frz.             | Georg Wilhelm Pabst                                                | Rudolf Forster, Lotte Lenya Albert Préjean, Margo Lion                                                                               | Musikfilm                | Nero-Film Ko-Prod. Warner Brothers             | D                |
| 1931      | M (1931) M le maudit M                                                     | dt. frz. engl.       | Fritz Lang                                                         | Peter Lorre Peter Lorre, Charles Barnett                                                                                             |                          | Nero-Film                                      | D                |
| 1932      | Ich bei Tag und Du bei Nacht Early to Bed À moi le jour, à toi la nuit     | dt. engl. frz.       | Ludwig Berger Ludwig Berger, Claude Heymann                        | Käthe von Nagy, Willy Fritsch Heather Angel, Fernand Gravey Käthe von Nagy, Fernand Gravey                                           |                          | UFA                                            | D                |
| 1932      | Die Herrin von Atlantis L'Atlantide The Mistress of Atlantis               | dt. frz. engl.       | Georg Wilhelm Pabst                                                | Brigitte Helm, Heinz Klingenberg Brigitte Helm, Pierre Blanchar Brigitte Helm, John Stuart                                           | Abenteuerfilm            | Nero-Film                                      | D                |
| 1932      | Ein blonder Traum Happy Ever After Un rêve blond                           | dt. engl. frz.       | Paul Martin Paul Martin, Robert Stevenson Paul Martin, André Daven | Lilian Harvey, Willy Fritsch Lilian Harvey, Jack Hulbert Lilian Harvey, Henri Garat                                                  |                          | UFA                                            | D                |
| 1932      | Zwei Herzen und ein Schlag La fille et le garçon                           | dt. frz.             | Wilhelm Thiele Roger Le Bon, Wilhelm Thiele                        | Lilian Harvey, Wolf Albach-Retty Lilian Harvey, Henri Garat                                                                          |                          | UFA                                            | D                |
| 1932      | Quick                                                                      | dt. frz.             | Robert Siodmak André Daven, Robert Siodmak                         | Lilian Harvey, Hans Albers Lilian Harvey, Jules Berry                                                                                | Komödie                  | UFA                                            | D                |
| 1932      | Eine Nacht im Paradies Une nuit au paradis                                 | dt. frz.             | Karel Lamač Pierre Billon, Karel Lamač                             | Anny Ondra, Hermann Thimig Anny Ondra, Robert Pizani                                                                                 | Komödie                  | Lothar Stark-Film                              | D                |
| 1932      | Mädchen zum Heiraten Marry Me                                              | dt. engl.            | Wilhelm Thiele                                                     | Renate Müller, Hermann Thimig Renate Müller, Harry Green                                                                             | Komödie, Musikfilm       | UFA                                            | D                |
| 1932      | F.P.1 antwortet nicht F.P. 1 I.F.1 Ne Repond Plus                          | dt. engl. frz.       | Karl Hartl                                                         | Hans Albers, Sybille Schmitz Conrad Veidt, Jill Esmond Charles Boyer, Danielle Parola                                                | Science-Fiction          | UFA                                            | D                |
| 1932      | Das Lied einer Nacht La chanson d'une nuit Tell Me Tonight                 | dt. frz. engl.       | Anatole Litvak Anatole Litvak, Pierre Colombier Anatole Litvak     | Magda Schneider, Jan Kiepura Magda Schneider, Jan Kiepura                                                                            | Komödie, Musikfilm       | Cine-Allianz Tonfilm                           | D                |
| 1932 1933 | Der Rebell The Rebel                                                       | dt. engl.            | Kurt Bernhardt, Luis Trenker Luis Trenker, Edwin H. Knopf          | Luis Trenker, Luise Ullrich Luis Trenker, Vilma Bánky                                                                                | Historienfilm, Drama     | UFA UFA, Universal                             | D D, USA         |
| 1933      | Don Quichotte Adventures of Don Quixote                                    | frz. dt. engl.       | Georg Wilhelm Pabst                                                | Fjodor Iwanowitsch Schaljapin, Dorville Fjodor Iwanowitsch Schaljapin, Dorville Fjodor Iwanowitsch Schaljapin, George Robey          |                          | Nelson Film Vandor Film Nelson Film            | F, GB F, D F, GB |
| 1933 1934 | Leise flehen meine Lieder The Unfinished Symphony                          | dt. engl.            | Willi Forst Willi Forst, Anthony Asquith (Dialogregisseur)         | Marta Eggerth, Hans Jaray Marta Eggerth, Hans Jaray                                                                                  | Musikfilm, Filmbiografie | Cine-Allianz Tonfilm                           | A, D A, GB       |
| 1933      | Liebelei Une histoire d’amour                                              | dt. frz.             | Max Ophüls                                                         | Magda Schneider, Willy Eichberger Magda Schneider, Abel Tarride                                                                      |                          | Cine-Allianz Tonfilm                           | D F              |
| 1933      | S.O.S. Eisberg S.O.S. Iceberg                                              | dt. engl.            | Arnold Fanck Tay Garnett                                           | Gustav Diessl, Leni Riefenstahl Rod La Rocque, Leni Riefenstahl                                                                      | Drama                    | UFA, Universal UFA, Universal                  | D, USA D, USA    |
| 1933      | Das Testament des Dr. Mabuse Le Testament du docteur Mabuse                | dt. frz.             | Fritz Lang                                                         | Rudolf Klein-Rogge, Karl Meixner (Synchronstimme), Karl Meixner                                                                      |                          | Nero-Film                                      | D                |
| 1933      | Saison in Kairo Idylle au Caire                                            | dt. frz.             | Reinhold Schünzel Claude Heymann                                   | Renate Müller, Willy Fritsch Renate Müller, Georges Rigaud                                                                           |                          | UFA                                            | D                |
| 1933      | Unsichtbare Gegner Les requins du pétrole                                  | dt. frz.             | Rudolph Katscher Rudolph Katscher, Henri Decoin                    | Gerda Maurus, Paul Hartmann, Oskar Homolka Arlette Marchal, Jean Galland, Gabriel Gabrio                                             |                          | Pan-Film KG Wien                               | A                |
| 1933 1934 | Ich und die Kaiserin Moi et l'Impératrice The Only Girl                    | dt. frz. engl.       | Friedrich Hollaender Friedrich Hollaender, Paul Martin             | Lilian Harvey, Conrad Veidt, Heinz Rühmann Lilian Harvey, Charles Boyer, Pierre Brasseur Lilian Harvey, Charles Boyer, Maurice Evans | Musikkomödie             | UFA                                            | D                |
| 1933      | Der Tunnel Le Tunnel                                                       | dt. frz.             | Kurt Bernhardt                                                     | Paul Hartmann, Gustaf Gründgens Jean Gabin, Gustaf Gründgens                                                                         | Science-Fiction          | Bavaria Film Vandor Films                      | D F              |
| 1933      | Der Stern von Valencia L'Etoile de Valencia                                | dt. frz.             | Alfred Zeisler Serge de Poligny                                    | Liane Haid, Paul Westermeier Brigitte Helm, Jean Gabin                                                                               | Kriminalfilm             | UFA                                            | D F              |
| 1933      | Die schönen Tage von Aranjuez Adieu les beaux jours                        | dt. frz.             | Johannes Meyer Johannes Meyer, André Beucler                       | Brigitte Helm, Gustaf Gründgens, Wolfgang Liebeneiner Brigitte Helm, Jean Gabin                                                      | Kriminalkomödie          | UFA                                            | D                |
| 1933      | Abenteuer am Lido Le chant du destin                                       | dt. frz.             | Richard Oswald Jean-René Legrand                                   | S.Z. Szakall, Nora Gregor Lucien Muratore, Joan Helda                                                                                | Musikfilm, Komödie       | Pan-Film KG Wien                               | A                |
| 1934 1935 | Mein Herz ruft nach Dir Mon coeur t'appelle The Unfinished Symphony        | dt. frz. engl.       | Carmine Gallone Carmine Gallone, Serge Véber Carmine Gallone       | Marta Eggerth, Jan Kiepura Danielle Darrieux, Jan Kiepura Marta Eggerth, Jan Kiepura                                                 |                          | Cine-Allianz Tonfilm                           | D GB             |
| 1934      | Gold L'Or                                                                  | dt. frz.             | Karl Hartl Karl Hartl, Serge de Poligny                            | Hans Albers, Brigitte Helm Pierre Blanchar, Brigitte Helm                                                                            | Science-Fiction          | UFA                                            | D                |
| 1934      | Die Insel Vers l’abîme                                                     | dt. frz.             | Hans Steinhoff Hans Steinhoff, Serge Veber                         | Brigitte Helm, Willy Fritsch Brigitte Helm, Raymond Rouleau                                                                          | Kriminalfilm             | UFA                                            | D                |
| 1934      | Fürst Woronzeff Le Secret des Woronzeff                                    | dt. frz.             | Arthur Robison Arthur Robison, André Beucler                       | Brigitte Helm, Albrecht Schoenhals Brigitte Helm, Jean Murat                                                                         |                          | UFA                                            | D                |
| 1934      | Eine Nacht in Venedig Egy éj Velencében                                    | dt. ung.             | Robert Wiene Géza von Cziffra                                      | Tino Pattiera, Tina Eilers Gyula Csortos, Zsuzsa Simon                                                                               | Komödie                  | Hunnia Film                                    | A Ungarn         |
| 1934 1935 | Liebe, Tod und Teufel Le Diable en bouteille                               | dt. frz.             | Heinz Hilpert, Reinhart Steinbicker                                | Albin Skoda, Käthe von Nagy, Brigitte Horney Pierre Blanchar, Käthe von Nagy                                                         |                          | UFA                                            | D                |
| 1935      | Campo di maggio Hundert Tage                                               | ital. dt.            | Giovacchino Forzano Franz Wenzler                                  | Corrado Racca Werner Krauß, Gustaf Gründgens                                                                                         |                          | Consorzio Vis - ENIC - Tirrenia                | I                |
| 1935      | Ich liebe alle Frauen J'aime toutes les femmes                             | dt. frz.             | Karel Lamač Karel Lamač, Henri Decoin                              | Jan Kiepura, Lien Deyers Jan Kiepura, Danielle Darrieux                                                                              | Musikfilm                | Cine-Allianz Tonfilm                           | D                |
| 1935      | Amphitryon Les dieux s'amusent                                             | dt. frz.             | Reinhold Schünzel                                                  | Willy Fritsch, Adele Sandrock Henri Garat, Marguerite Moreno                                                                         |                          | UFA                                            | D                |
| 1935      | Schwarze Rosen Roses noires Black Roses/ Did I Betray                      | dt. frz. engl.       | Paul Martin Paul Martin, Jean Boyer Paul Martin                    | Lilian Harvey, Willy Fritsch Lilian Harvey, Edmond Beauchamp Lilian Harvey, Esmond Knight                                            |                          | UFA                                            | D                |
| 1936      | Glückskinder Les gais lurons                                               | dt. frz.             | Paul Martin                                                        | Lilian Harvey, Willy Fritsch Lilian Harvey, Henri Garat                                                                              | Filmkomödie, Musikfilm   | UFA                                            | D                |
| 1936      | Der Kurier des Zaren Michel Strogoff                                       | dt. frz.             | Richard Eichberg                                                   | Adolf Wohlbrück, Maria Andergast Adolf Wohlbrück, Yvette Lebon, Charles Vanel                                                        | Abenteuerfilm            | Richard Eichberg-Film Ermolieff Films          | D F              |
| 1936      | Port Arthur                                                                | dt. frz.             | Nicolas Farkas                                                     | Adolf Wohlbrück, Karin Hardt Adolf Wohlbrück, Danielle Darrieux                                                                      | Abenteuerfilm            | F.C.L.                                         | F                |
| 1936 1937 | Stadt Anatol Puits en flammes                                              | dt. frz.             | Viktor Tourjansky                                                  | Gustav Fröhlich, Brigitte Horney Georges Rigaud, Josseline Gaël                                                                      |                          | UFA                                            | D                |
| 1937      | Condottieri                                                                | dt. ital.            | Luis Trenker                                                       | Luis Trenker |                          | Tobis ENIC                                     | D I              |
| 1938      | Der Berg ruft The Challenge                                                | dt. engl.            | Luis Trenker , Milton Rosmer                                       | Luis Trenker Luis Trenker, Robert Douglas                                                                                            | Bergfilm                 | Luis Trenker-Film London Film Productions      | D GB             |
| 1938      | Fahrendes Volk Les Gens du voyage                                          | dt. frz.             | Jacques Feyder                                                     | Hans Albers, Françoise Rosay Françoise Rosay, André Brulé                                                                            | Zirkusfilm               | Tobis                                          | D                |
| 1938      | Der Tiger von Eschnapur Le tigre du Bengale                                | dt. frz.             | Richard Eichberg                                                   | La Jana Alice Field |                          | Richard Eichberg-Film                          | D                |
| 1938      | Das indische Grabmal Le tombeau hindou                                     | dt. frz.             | Richard Eichberg                                                   | La Jana Alice Field |                          | Richard Eichberg-Film                          | D                |
| 1939      | Castelli in aria Ins blaue Leben                                           | ital. dt.            | Augusto Genina                                                     | Lilian Harvey, Vittorio De Sica Lilian Harvey                                                                                        |                          | Astra Film Astra Film, UFA                     | Italien          |
| 1950      | Ein Lächeln im Sturm Un sourire dans la tempête                            | dt. frz.             | René Chanas                                                        | Curd Jürgens, Oskar Werner Roger Pigaut, Jean-Pierre Kérien                                                                          |                          | Acteurs et Techniciens Français                | D F              |
| 1951      | Blaubart Barbe-Bleue                                                       | dt. frz.             | Christian-Jaque                                                    | Hans Albers, Fritz Kortner Pierre Brasseur                                                                                           |                          | Como Film Alcina                               | D F              |
| 1955      | Oase Oasis                                                                 | dt. frz.             | Yves Allégret                                                      | Michèle Morgan, Carl Raddatz Michèle Morgan, Pierre Brasseur                                                                         |                          | Roxy-Film Critérion Films                      | D F              |
| 1955      | Marianne Marianne de ma jeunesse                                           | dt. frz.             | Julien Duvivier                                                    | Marianne Hold, Horst Buchholz Marianne Hold, Pierre Vaneck                                                                           |                          | Royal, Allfram Filmsonor, Regina, Francinex    | D F              |
| 1955      | Ciske – ein Kind braucht Liebe Ciske de Rat                                | dt. ndl.             | Wolfgang Staudte                                                   | Dick van der Velde, Heli Finkenzeller Dick van der Velde, Riek Schagen                                                               |                          | Omega Film Filmproduktiemaatschappij Amsterdam | D NL             |
| 1961      | Das Geheimnis der gelben Narzissen The Devil's Daffodil                    | dt. engl.            | Akos von Rathony                                                   | Joachim Fuchsberger, Sabina Sesselmann William Lucas, Penelope Horner                                                                |                          | Rialto-Film Omnia Pictures                     | D GB             |

## Indische Filmstudios
| Jahr      | Filmtitel                                    | Sprache           | Regisseur                                         | Hauptdarsteller                                                                                          | Genre          | Firma               | Land   |
| --------- | -------------------------------------------- | ----------------- | ------------------------------------------------- | --- | -------------- | ------------------- | ------ |
| 1935      | Dharmatma                                    | Hindi Marathi     | V. Shantaram                                      | Bal Gandharva, Ratnaprabha, K. Narayan Kale Bal Gandharva, Ratnaprabha, K. Narayan Kale                  |                |                     | Indien |
| 1937      | Duniya Na Mane Kunku                         | Hindi Marathi     | V. Shantaram                                      | Shanta Apte, Keshavrao Date Shanta Apte, Keshavrao Date, Raja Nene                                       |                | Prabhat Films       | Indien |
| 1939      | Life's for Living: Aadmi Manoos              | Hindi Marathi     | V. Shantaram                                      | Shahu Modak, Shanta Hublikar, Sundarabai Shahu Modak, Shanta Hublikar, Sundarabai                        |                | Prabhat Films       | Indien |
| 1944      | Maali Bhakticha Mala                         | Hindi Marathi     | V. Shantaram Keshavrao Date                       | Mahipal                                                                                                  |                |                     | Indien |
| 1947      | Matwala Shair Ram Joshi Lok Shahir Ram Joshi | Hindi Marathi     | V. Shantaram                                      | Jayaram Shiledar, Hansa Wadkar                                                                           |                |                     | Indien |
| 1972      | Pinjra                                       | Hindi Marathi     | V. Shantaram                                      | Shreeram Lagoo, Ganpat Patil, Sandhya Shreeram Lagoo, Sandhya                                            |                |                     | Indien |
| 1977      | Chaani                                       | Hindi Marathi     | V. Shantaram                                      | Yashwant Dutt, Ranjana, Siddharth                                                                        |                |                     | Indien |
| 2000 2007 | Snegithiye Raakilipattu                      | Tamil Malayalam   | Priyadarshan                                      | Jyothika, Tabu, Sharbani Mukherjee Jyothika, Tabu, Sharbani Mukherjee                                    | Thriller       |                     | Indien |
| 2001      | Sri Manjunatha                               | Telugu Kannada    | K. Raghavendra Rao                                | Arjun Sarja, Soundarya, Ambareesh Arjun Sarja, Soundarya, Chiranjeevi                                    |                | Geeta Film          | Indien |
| 2002      | Little John                                  | Hindi Tamil engl. | Singeetam Srinivasa Rao                           | Bentley Mitchum, Jyothika, Anupam Kher Bentley Mitchum, Jyothika, Anupam Kher                            | Fantasy        | Media Dreams        | Indien |
| 2004      | Yuva Aayitha Ezhuthu                         | Hindi Tamil       | Mani Ratnam                                       | Abhishek Bachchan, Rani Mukerji, Ajay Devgn Suriya, Meera Jasmine, R. Madhavan                           | Actionfilm     | Madras Talkies      | Indien |
| 2005      | Mumbai Xpress Mumbai Express                 | Hindi Tamil       | Singeetam Srinivasa Rao Singeetham Sreenivasa Rao | Kamal Haasan, Manisha Koirala, Om Puri Kamal Haasan, Manisha Koirala, M. Nassar                          | Comedy         | Raajkamal Films     | Indien |
| 2008      | Kuselan Kathanayakudu                        | Tamil Telugu      | P. Vasu                                           | Pasupathy, Rajinikanth, Meena Jagapathi Babu, Rajinikanth, Meena                                         |                | Kavithalayaa Prod.  | Indien |
| 2010      | Vandae Maatharam Aruvadai                    | Tamil Telugu      | T. Aravind                                        | Mammootty, Arjun, Sneha Mammootty, Arjun, Sneha                                                          | Actionfilm     | Pangaj Prod.        | Indien |
| 2010      | Raavan Raavanan                              | Hindi Tamil       | Mani Ratnam                                       | Aishwarya Rai, Abhishek Bachchan, Govinda, Vikram Aishwarya Rai, Vikram, Prithviraj Sukumaran, Priyamani |                | Madras Talkies      | Indien |
| 2011      | Payanam Gaganam                              | Tamil Telugu      | Radha Mohan                                       | Nagarjuna Akkineni, Prakash Raj, Poonam Kaur                                                             | Thriller       | Matinee Ent.        | Indien |
| 2013      | David                                        | Hindi Tamil       | Bejoy Nambiar                                     | Chiyaan Vikram, Tabu, Isha Sharvani Vikram, Tabu, Isha Sharvani                                          |                |                     | Indien |
| 2013      | Gouravam                                     | Tamil Telugu      | Radha Mohan                                       | Allu Sirish, Yami Gautam, Prakash Raj                                                                    | Drama          |                     | Indien |
| 2013      | Zanjeer Toofan                               | Hindi Telugu      | Apoorva Lakhia                                    | Priyanka Chopra, Ram Charan, Sanjay Dutt Priyanka Chopra, Ram Charan, Srihari                            | Actionfilm     | Prakash Mehra Prod. | Indien |
| 2013      | Nimirndhu Nil Janda Pai Kapiraju             | Tamil Telugu      | Samuthirakani                                     | Jayam Ravi, Sarath Kumar, Amala Paul Jayam Ravi, Sivasamy, Sarath Kumar, Amala Paul                      | Actionthriller |                     | Indien |